# Taunus
Taunus je šumovito srednje visoko brdsko područje u njemačkoj saveznoj državi Hessen.
Okružen je rijekama Rajnom, Majnom i Lahnom. Najviši vrh je Grosser Feldberg (878 m). 
Taunus spada među geološki najstarija brdska područja, a stijene su uglavnom nastale u razdoblju devona.
Na Taunusu se nalaze ostatci rimskoga limesa i restaurirani rimski kaštel Saalburg. 
Na višim područjima raste crnogorična šuma, a u nižim predjelima bjelogorica.
Omiljeno je izletište Rhein-Mainske regije.

## Galerija
- Pogled na vrh Taunusa Grosser Feldberg
- Pogled na Taunus iz Karbena
- Pogled iz Frankfurta
- Frankfurt na Majni, s Taunusom u pozadini
- Ulaz u kaštel Saalburg

## Vanjske poveznice
- Turističke informacije
- Park prirode Hochtaunus
- 3D-Karte krajolika Taunusa  Arhivirana inačica izvorne stranice od 25. travnja 2009. (Wayback Machine)